# 汎全音階主義

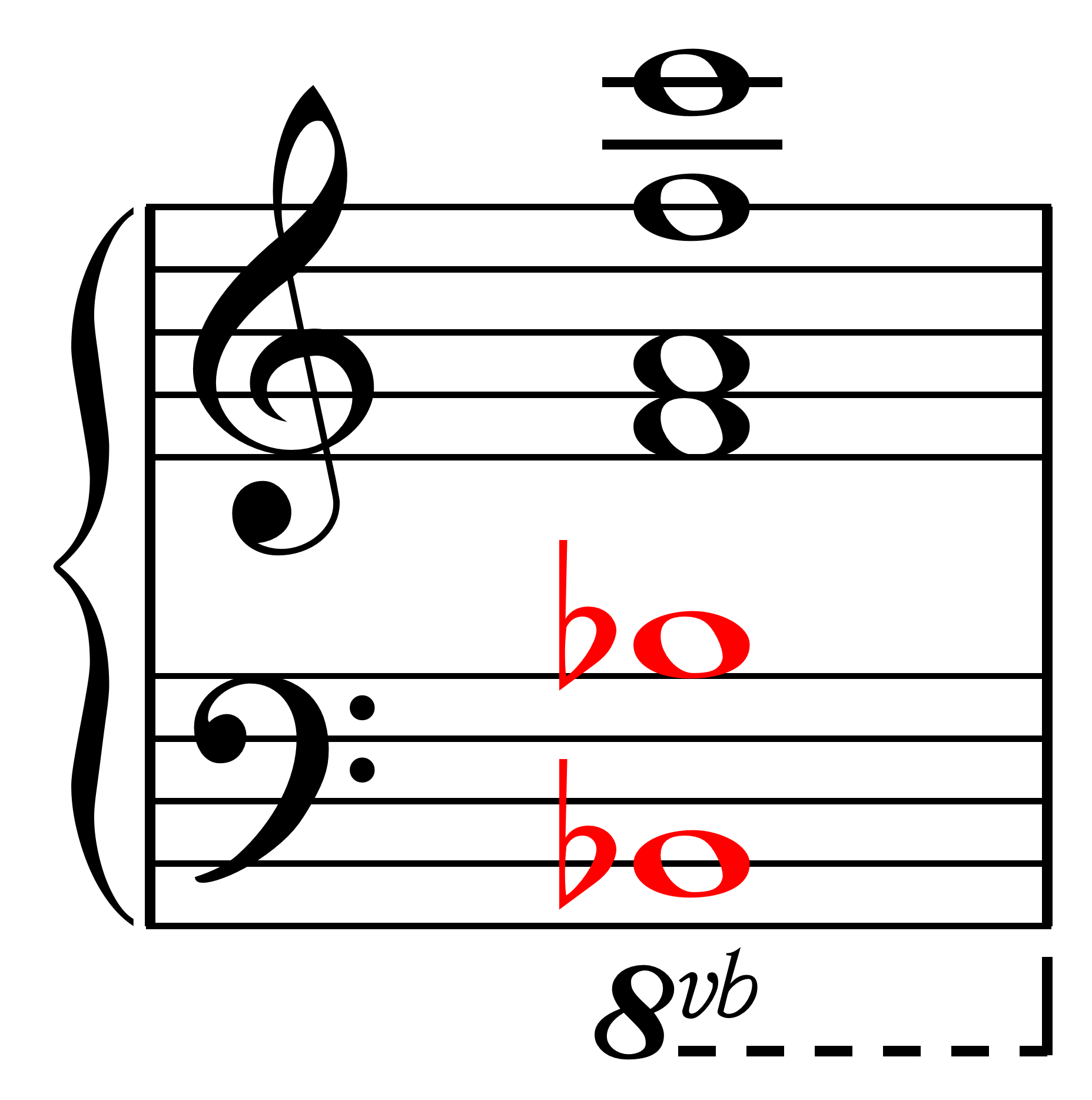
ストラヴィンスキーの詩篇交響曲第3楽章で用いられている汎全音階的和音

汎全音階主義（英: Pandiatonicism、パンダイアトニキズム）は、（半音階ではなく）全音階（ダイアトニックスケール）を機能和声理論的な調性の制約なしに使用する音楽技法である。この技法を用いた音楽は汎全音階的（パンダイアトニック）である。

## 歴史
「汎全音階（パンダイアトニック）」はニコラス・スロニムスキーによって作られた言葉である。初出は「Music since 1900」第2版で、ここでは、汎全音階を全音階（ダイアトニック）の7度すべての音階のうち任意の音階を 「民主的平等に、自由に」 選択して構成された和音と定義されている。三和音に6度、 7度、または2度などの音を追加した形態が最も一般的である 。いっぽうで、「最も基本的な形式」としてノンハーモニック・ベースが挙げられている 。

スロニムスキーによる定義は以下の通り。
汎全音階主義は、全音階の7つの音のうち任意もしくはすべての音階を、和声を決定付ける低音とともに同時に使用することを認める。和音は三度堆積に7度もしくは9度、13度の音を組み合わせて構成され、これは基本的な三和音と同等の協和的機能を持つとみなされる（主和音においては、11度の音を用いたコードは4度的な意味合いを含むため避けられる）。汎全音階主義はその調性の強固さから、新古典主義音楽において好まれる技法となっている。
汎全音階を用いた音楽は従来の解決や和音進行を用いず、不協和音の組み合わせによる制約から離れて自由に全音階の構成音を使用する。いっぽうで半音階を使用しないことから、常に強い調性感を持つことになる。 Richard Kostelanetzはこれについて、「汎全音階主義は、調性と旋法の両方の要素を持ち、長調へのはっきりとした親近感が見られる」と述べている。
汎全音階主義の特徴的な例としては、セルゲイ・プロコフィエフの「ピアノ協奏曲第3番」やアルフレード・カゼッラの「全音階的ワルツ」、イーゴリ・ストラヴィンスキーの「プルチネルラ」があり 、Kostelanetzは「主要三和音の機能的重要性は...汎全音階の調和において弱まることなく残っている」と説明している。いっぽうで、汎全音階主義には明瞭で安定した主音が反映されない、という異なる意見も存在する 。
汎全音階主義は「白音音楽」とも呼ばれるが 、実際には変化記号が使われることもある。この技法を採用する作曲家としては、モーリス・ラヴェル、パウル・ヒンデミット、ダリウス・ミヨー、アーロン・コープランド、ロイ・ハリスなどが挙げられる。汎全音階主義は、ジャズ（6度や9度といった構成音の使用）やヘンリー・カウエルのトーンクラスターでも使用されている。
スロニムスキーは後に汎全音階主義について、アルノルト・シェーンベルクの12音技法を全音階上で用いたものとみなした。つまり、全音階の7つの異なる音でメロディを構成し、それを反転・逆行させる、もしくはその両方を行うという手法である。このシステムは「厳密な汎全音階対位法」であり、垂直方向の重複なしに、各声で7つの異なる音の進行を用いることが可能になる 。
この用語に対しては、「ストラヴィンスキーの音楽は思いつくようなすべての技法が全体的、局所的に用いられている」 、「非常に曖昧な概念で、ほとんど意味や実用性がない」といった批判もある。また、汎全音階的な音楽は、半音階、無調、12音技法、機能性、明確な主音、伝統的な不協和の解決といった「伝統的な要素の欠如」によって定義される。Dmitri Tymoczkoはこれについて、「これは...調和の一貫性や中心性を欠く全音階の音楽に適用される」と批判している。なおスロニムスキー自身は汎全音階主義の定義について、「地獄のように聞こえるハ長調」であると語った研究者の言葉を面白がりながら引用している。
汎全音階主義は、アーロン・コープランドの大衆向け作品である「アパラチアの春」や、スティーブ・ライヒやフィリップ・グラス、ジョン・アダムズによるミニマル・ミュージックでも使われている 。また、ウィリアム・マンはビートルズの「ジス・ボーイ」について、「調和的に...パンダイアトニックなクラスタの連鎖が含まれる、彼らの最も興味深い作品の1つ」と述べている。

## 汎全音階的な音楽
汎全音階主義は、次のような音楽作品で使われている。
- ビートルズ
  - "シーズ・リーヴィング・ホーム"[21]
  - "ジス・ボーイ"[20]
- アーロン・コープランド
  - アパラチアの春[19]
- クロード・ドビュッシー
  - "沈める寺（英語版）" 前奏曲集第一巻[7]
  - 選ばれし乙女[22]
  - "帆"[23]
- ジョージ・ガーシュウィン
  - アイ・ガット・リズム変奏曲[24]
- モーリス・ラヴェル
  - リゴードン, クープランの墓[25]
- スティーヴ・ライヒ
  - 砂漠の音楽（英語版）[26]
  - テヒリーム[19]
- ネッド・ローレム（英語版）
  - 弦楽四重奏曲第二番[27]
- デオダ・ド・セヴラック
  - "雪模様"[28]
- イーゴリ・ストラヴィンスキー
  - ピアノと管楽器のための協奏曲[8]
- エイトル・ヴィラ＝ロボス
  - 弦楽四重奏曲第十番[29]